# Emanuel Merck Lectureship
A Emanuel Merck Lectureship é um programa de conferências criado em 1992, pela Universidade Técnica de Darmstadt, em cooperação com a Merck KGaA, sediada em Darmstadt, Alemanha. Tem como objetivo divulgar as principais pesquisas científicas, em química, entre cientistas e estudantes da Universidade Técnica de Darmstadt, bem como funcionários da  Merck KGaA e público interessado.
O prêmio homenageia Heinrich Emanuel Merck (1794 - 1855), o fundador da Merck, um empresário, experimentador original e cientista de sucesso.
Emanuel Merck participou em muitas associações científicas e manteve relacionamento pessoal com os principais pesquisadores de sua época, incluindo Justus von Liebig, Friedrich Wöhler, Max von Pettenkofer e Louis Pasteur. A Emanuel Merck Lectureship destina-se a continuar essa tradição de intercâmbio internacional entre pesquisadores.
As palestras são realizadas durante vários dias. Algumas são abertas ao público, outras destinam-se a uma audiência fechada e há também seminários para estudantes. Incluem viagens e prêmios em dinheiro para os palestrantes.

## Palestrantes
Lista de palestrantes:
- 1993	Prof. Albert Eschenmoser - ETH Zürich
- 1994	Prof. Kenneth Wade - University of Durham
- 1995	Prof. Jean-Marie Lehn - University of Straßburg
- 1996	Prof. Manfred Eigen - MPI Göttingen
- 1998	Prof. Jean-Pierre Changeux - Institut Pasteur, Paris
- 2000	Prof. Stuart Schreiber - Harvard University, Cambridge
- 2003	Prof. Samuel J. Danishefsky - Columbia University, New York
- 2005	Prof. George M. Whitesides - Harvard University Cambridge
- 2007	Prof. Sir Harold W. Kroto - University of Sussex, Brighton
- 2009	Prof. Axel Ullrich - Max-Planck-Institut für Biochemie, Martinsried
- 2011	Prof. Carolyn R. Bertozzi - University of California, Berkeley[6]
- 2013	Prof. Frances H. Arnold - California Institute of Technology, Pasadena[7]
- 2015	Prof. Paul Anastas - Yale University, New Haven[8][9]
- 2017	Prof. Dr. Phil Baran - Scripps Research Institute, San Diego
- 2018	Prof. Dr. Jennifer Doudna - University of California Berkeley, California
- 2019	Prof. Dr. Susumu Kitagawa - Kyoto University, Kyoto